# Geomackiea
Geomackiea is een geslacht van neteldieren uit de  familie van de Pandeidae.

## Soort
- Geomackiea zephyrolata Mills, 1985